# 国鉄タム7000形貨車
国鉄タム7000形貨車（こくてつタム7000がたかしゃ）は、かつて日本国有鉄道（国鉄）及び1987年（昭和62年）4月の国鉄分割民営化後は日本貨物鉄道（JR貨物）に在籍した私有貨車（タンク車）である。
本形式と同一の専用種別であるタキ11600形についても本項目で解説する。

## タム7000形
タム7000形は、プロピレングリコール専用の15t 積タンク車として1959年（昭和34年）8月1日に2両（タム7000, タム7001）が新潟鐵工所にて製作された。
本形式の他にプロピレングリコールを専用種別とする形式にはタキ11600形（後記）の1形式のみが存在した。
落成時の所有者は、安宅産業でありその常備駅は東京都の田端駅であった。1977年（昭和52年）10月1日に伊藤忠商事へ名義変更された。
タンク体は普通鋼（一般構造用圧延鋼材）製で内部にステンレス鋼板が内張りされていた。積荷は吸湿性の強い特性を持っているため、除湿装置をタンク体上部に装備した。荷役方式はタンク上部にある液入管からの上入れ、吐出管からの下出し式である。
1979年（昭和54年）10月より化成品分類番号「93」（有害性物質、可燃性のもの）が標記された。
車体色は黒色、寸法関係は全長は7,300mm、全幅は2,530mm、全高は3,742mm、軸距は4,000mm、実容積は14.7m3、自重は11.2t、換算両数は積車2.6、空車1.2であり、走り装置は二段リンク式、車軸は12t長軸であった。
1987年（昭和62年）4月の国鉄分割民営化時に車籍がJR貨物に継承されたが、1992年（平成4年）9月に2両とも廃車となり同時に形式消滅となったが、現車は1989年頃に姿を消している。

## タキ11600形
タキ11600形は、プロピレングリコール専用の35t 積タンク車として1968年（昭和43年）7月3日に1両（コタキ11600）のみが新潟鐵工所にて製作された。
記号番号表記は特殊標記符号「コ」（全長 12 m 以下）を前置し「コタキ」と標記する。
落成時の所有者は、安宅産業でありその常備駅は東京都の須賀駅であったが、1977年（昭和52年）10月1日に伊藤忠商事へ名義変更された。さらに1981年（昭和56年）10月26日に日本陸運産業へ名義変更され、同時に常備駅が越中島駅へ移動している。
タンク体はステンレス鋼製のドーム無しタイプであり、積荷は吸湿性の強い特性を持っているため、乾燥筒（除湿装置）をタンク体上部に装備した。荷役方式はタンク上部にある液入管からの上入れ、吐出管からの下出し式である。
1979年（昭和54年）10月より化成品分類番号「93」（有害性物質、可燃性のもの）が標記された。
1987年（昭和62年）4月に専用種別がエチレングリコールへと変更になり乾燥筒が撤去された。
車体色はステンレス地色であったが後に銀色塗装された。寸法関係は全長は11,600mm、全幅は2,476mm、全高は3,824mm、台車中心間距離は7,500mm、実容積は33.9m3、自重は15.3t、換算両数は積車5.0、空車1.6であり、台車はベッテンドルフ式のTR41Cであった。
1987年（昭和62年）4月の国鉄分割民営化時には車籍がJR貨物に継承されたが、2003年（平成15年）度に廃車となり同時に形式消滅となったが、現車は2001年頃に姿を消している。
末期は神栖駅構内に留置され休車状態が続いていた。